# Сигет фестивал
Фестивалът „Сигет“ (на унгарски: Sziget Fesztivál) е унгарски ежегоден музикален фестивал. Провежда се в столицата Будапеща от 1993 г.

## История
След края на комунизма през 1989 г., оживената по-рано лятна фестивална сцена в Будапеща се сблъска с криза поради внезапна загуба на държавно финансиране Група артисти и рок ентусиасти продължават събитието Sziget като начин за преодоляване на тази празнина. Фестивалът стартира през 1993 г., първоначално наречен Diáksziget (Студентски остров)